# La Bastide-sur-l'Hers
La Bastide-sur-l'Hers is een gemeente in het Franse departement Ariège (regio Occitanie) en telt 674 inwoners (1999). De plaats maakt deel uit van het arrondissement Pamiers.

## Geografie
De oppervlakte van La Bastide-sur-l'Hers bedraagt 4,8 km², de bevolkingsdichtheid is 140,4 inwoners per km².
De onderstaande kaart toont de ligging van La Bastide-sur-l'Hers met de belangrijkste infrastructuur en aangrenzende gemeenten.

## Demografie
Onderstaande figuur toont het verloop van het inwonertal (bron: INSEE-tellingen).
Vanwege een beveiligingsprobleem met de MediaWiki Graph-software is het momenteel niet mogelijk deze grafiek weer te geven. Zodra de software is bijgewerkt zal de grafiek vanzelf weer zichtbaar worden.